# Христодулу, Андреас (футболист, 1942)
Андреас Христодулу (греч. Ανδρέας Χριστοδούλου, также известный как Паккос Христодулу; род. 1934) — кипрский футболист. Выступал за сборную Кипра.

## Биография

### Клубная карьера
В 1958 году, в 15-летнем возрасте, Христодулу стал игроком столичной «Омонии», за которую выступал до 1964 года и был чемпионом страны в сезоне 1960/61. В сезоне 1964/65 выступал за греческий «Панатинаикос», в составе которого стал чемпионом Греции. В 1966 году вернулся на Кипр, где присоединился к клубу АПОЭЛ, хотя на него также претендовала «Омония». Вернувшись на Кипр, Христодулу был отстранён от футбола на два года, но затем дисквалификация была оспорена и до 1969 года он играл за АПОЭЛ, с которым дважды становился обладателем Кубка Кипра. Завершил карьеру в возрасте 27 лет. 

### Карьера в сборной
Дебютировал за сборную Кипра 13 ноября 1960 года в её первом официальном матче против сборной Израиля в рамках отборочного турнира чемпионата мира 1962, который завершился со счётом 1:1. Также принял участие в ответной встрече двух команд, однако в ответной игре Кипр уступил со счётом 1:6 и завершил борьбу за выход на чемпионат мира. 
27 ноября 1963 года Христодулу участвовал в товарищеском матче Кипра со сборной Греции (3:1), в котором открыл счёт на 10-й минуте встречи. В следующий раз игрок был вызван в сборную в 1968 году и в 1968-69 годах принимал участие в отборочном турнире Евро-1968 и квалификации чемпионата мира 1970. 
Всего сыграл за сборную 9 матчей и забил 1 гол.